# منگنز دی‌اکسید
دی‌اکسید منگنز (به انگلیسی: Manganese dioxide) با فرمول شیمیایی MnO۲ یک ترکیب شیمیایی با شناسه پاب‌کم ۱۴۸۰۱ است. که جرم مولی ۵۴٫۹۴ g/mol می‌باشد. شکل ظاهری این ترکیب، جامد سیاه- قهوه‌ای است. این ماده می‌تواند کاتالیزور خوبی برای آب اکسیژنه باشد.